# Gauliga Südwest-Mainhessen
De Gauliga Südwest-Mainhessen was een van de zestien Gauliga's die in 1933 werd opgericht na de machtsgreep van de NSDAP in 1933. De overkoepelende voetbalbonden van de regionale kampioenschappen werden afgeschaft en zestien Gauliga's namen de plaats in van de voorheen ontelbare hoogste klassen. Voorheen speelden de clubs in de competitie van de Zuid-Duitse voetbalbond. In 1941 werd de competitie opgesplitst in de Gauliga Hessen-Nassau en de Gauliga Westmark.

## Erelijst
| Seizoen | Kampioen            | Vicekampioen         |
| 1933-34 | Kickers Offenbach   | FK Pirmasens         |
| 1934-35 | Phönix Ludwigshafen | FK Pirmasens         |
| 1935-36 | Wormatia Worms      | FK Pirmasens         |
| 1936-37 | Wormatia Worms      | Eintracht Frankfurt  |
| 1937-38 | Eintracht Frankfurt | Borussia Neunkirchen |
| 1938-39 | Wormatia Worms      | FSV Frankfurt        |
| 1939-40 | Kickers Offenbach   | 1. FC Kaiserslautern |
| 1940-41 | Kickers Offenbach   | FV Saarbrücken       |

## Seizoenen Gauliga
| Club                           | /8 | Seizoenen (1933-1941)           |
| ------------------------------ | -- | ------------------------------- |
| Borussia VfB Neunkirchen       | 8  | 1933-1941                       |
| Eintracht Frankfurt            | 8  | 1933-1941                       |
| FK Pirmasens                   | 8  | 1933-1941                       |
| FSV Frankfurt                  | 8  | 1933-1941                       |
| Offenbacher FC Kickers         | 8  | 1933-1941                       |
| SV Wiesbaden 1899              | 6  | 1933-1934, 1936-1941            |
| 1. FC Kaiserslautern           | 5  | 1933-1935, 1937-1938, 1939-1941 |
| FV Saarbrücken                 | 5  | 1935-1939, 1940-1941            |
| FC Union 07 Niederrad          | 5  | 1934-1937, 1939-1941            |
| VfR Wormatia 08 Worms          | 5  | 1933-1938                       |
| FC Phönix Ludwigshafen         | 3  | 1933-1936                       |
| RTSV Rot-Weiß Frankfurt        | 3  | 1938-1941                       |
| SC Opel Rüsselsheim            | 3  | 1935-1936, 1937-1938, 1939-1940 |
| Sportfreunde 05 Saarbrücken    | 3  | 1933-1935, 1936-1937            |
| TSG 1861 Ludwigshafen          | 3  | 1938-1941                       |
| Reichsbahn TuSV Wormatia Worms | 3  | 1938-1941                       |
| VfR Frankenthal                | 2  | 1939-1941                       |
| 1. Mainzer FSV 05              | 1  | 1933-1934                       |
| Mundenheimer SpVgg             | 1  | 1940-1941                       |
| SV Saar 05 Saarbrücken         | 1  | 1934-1935                       |
| GfL Darmstadt                  | 1  | 1939-1940                       |
| TSG Burbach                    | 1  | 1940-1941                       |
| VfR Alemannia-Olympia Worms    | 1  | 1933-1934                       |
| VfL Germania 1894 Frankfurt    | 1  | 1940-1941                       |

1933/34 · 1934/35 · 1935/36 · 1936/37 · 1937/38 · 1938/39 · 1939/40 · 1940/41 

Gauliga Hessen-Nassau: 1941/42 · 1942/43 · 1943/44 

Gauliga Westmark: 1941/42 · 1942/43 · 1943/44
Originele Gauliga's: Baden · Bayern · Berlin-Brandenburg · Hessen · Mitte · Mittelrhein · Niederrhein · Niedersachsen · Nordmark · Ostpreußen · Pommern · Sachsen · Schlesien · Südwest-Mainhessen · Westfalen · Württemberg

Gauliga's na 1939: Hamburg · Hessen-Nassau · Köln-Aachen · Kurhessen · Mecklenburg · Moselland · Niederschlesien · Oberschlesien · Osthannover · Schleswig-Holstein · Südhannover-Braunschweig · Weser-Ems · Westmark

Gauliga's in bezette gebieden: Böhmen und Mähren · Danzig-Westpreußen · Elsaß · Generalgouvernement · Sudetenland · Ostmark · Wartheland